# Serjania macrostachya
Serjania macrostachya är en kinesträdsväxtart som beskrevs av Ludwig Radlkofer. Serjania macrostachya ingår i släktet Serjania och familjen kinesträdsväxter. Inga underarter finns listade i Catalogue of Life.